# Escut de Fontanilles

Escut oficial de Fontanilles

L'escut oficial de Fontanillesté el següent blasonament:
Escut caironat: de sinople, una espasa d'argent guarnida d'or, acostada de dues fonts d'argent i d'atzur. Per timbre, una corona mural de poble.

## Història
Va ser aprovat el 14 de setembre del 2005 i publicat al DOGC el 3 d'octubre del mateix any amb el número 4881.
L'espasa és un element al·lusiu a sant Martí, patró del poble. Les dues fonts heràldiques són un senyal parlant referent al nom de la localitat.